# アタカマ地震
アタカマ地震（アタカマじしん、英語: Atacama earthquake）は、2013年1月30日17時15分（現地時間）、チリ北部アタカマ州で発生したマグニチュード6.8の地震である。
震央は州都コピアポの南南西83kmの地点で、震源の深さは45kmとみられている。
27の都市に被害があり、3人が死亡したことが伝えられている。